# Kirschweiler
Kirschweiler ist eine Ortsgemeinde im Landkreis Birkenfeld in Rheinland-Pfalz. Sie gehört der Verbandsgemeinde Herrstein-Rhaunen an.

## Geographie
Kirschweiler liegt wenige Kilometer nordwestlich von Idar-Oberstein im Hunsrück. 56 Prozent der Gemarkungsfläche sind bewaldet. Weitere angrenzende Gemeinden sind Hettenrodt und Kempfeld mit seinem Ortsteil Katzenloch. Nordwestlich liegt das Naturschutzgebiet Kirschweiler Festung.
Zu Kirschweiler gehören auch die Wohnplätze Auf der Lüh und Kirschweiler Mühle.
Kirschweiler ist eine Nationalparkgemeinde im Nationalpark Hunsrück-Hochwald.

## Bevölkerungsentwicklung
Die Entwicklung der Einwohnerzahl von Kirschweiler, die Werte von 1871 bis 1987 beruhen auf Volkszählungen:
| Jahr | Einwohner |
| ---- | --------- |
| 1815 | 185       |
| 1835 | 254       |
| 1871 | 373       |
| 1905 | 455       |
| 1939 | 653       |
| 1950 | 741       |
| 1961 | 966       |

| Jahr | Einwohner |
| ---- | --------- |
| 1970 | 1.128     |
| 1987 | 1.183     |
| 1997 | 1.157     |
| 2005 | 1.149     |
| 2011 | 1.108     |
| 2017 | 1.070     |
| 2023 | 1.050     |

## Politik

### Gemeinderat
Der Gemeinderat in Kirschweiler besteht aus 16 Ratsmitgliedern, die bei der Kommunalwahl am 9. Juni 2024 in einer Mehrheitswahl gewählt wurden, und dem ehrenamtlichen Ortsbürgermeister als Vorsitzendem.

### Bürgermeister
Christoph Benkendorff wurde am 8. Juli 2024 Ortsbürgermeister von Kirschweiler. Bei der Stichwahl am 23. Juni 2024 hatte er sich mit einem Stimmenanteil von 50,7 % gegen den bisherigen Amtsinhaber durchgesetzt, nachdem bei der Direktwahl am 9. Juni keiner der drei ursprünglichen Bewerber eine ausreichende Mehrheit erreicht hatte.
Benkendorffs Vorgänger Karl-Otto Dreher hatte das Amt seit 2014 inne. Bei der Direktwahl am 26. Mai 2019 war er mit einem Stimmenanteil von 74,33 % für weitere fünf Jahre in seinem Amt bestätigt worden. Vor Dreher hatte Hans-Werner Moser das Amt von 1997 bis 2014 ausgeübt.

## Kultur und Sehenswürdigkeiten

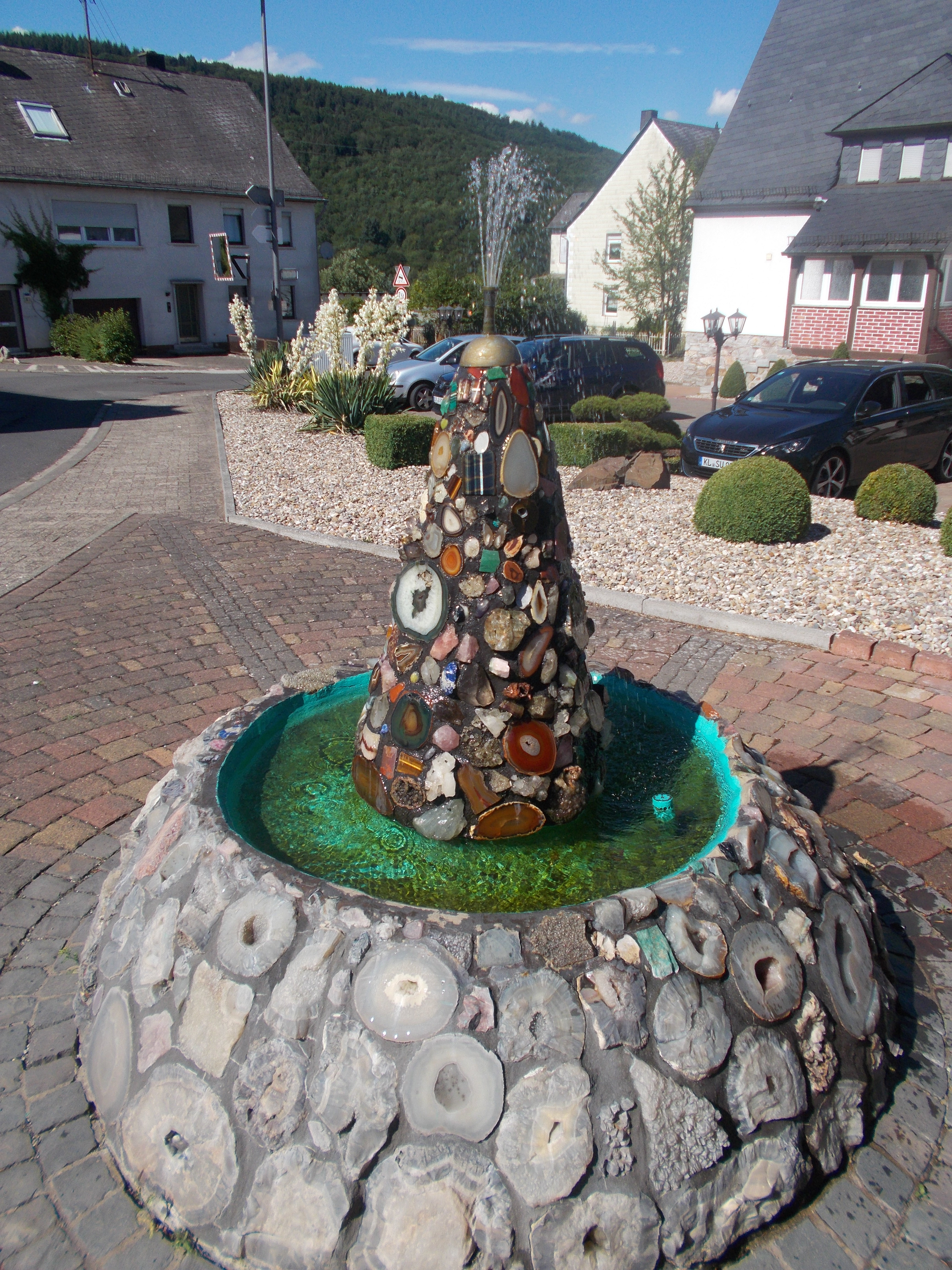
Edelsteinbrunnen in Kirschweiler

Im Ort gibt es noch viele Edelsteinschleifereien, von denen die Mehrzahl auch besichtigt werden kann, einen großzügig angelegten Golfplatz des Golfclubs Edelstein Hunsrück e. V. und zwei Edelsteinbrunnen im Ortskern. Jedes Jahr wird in Kirschweiler die „Burekirb“ gefeiert.
Siehe auch:
- Liste der Kulturdenkmäler in Kirschweiler
- Liste der Naturdenkmale in Kirschweiler

## Wirtschaft und Infrastruktur
Der Ort wurde 1272 erstmals urkundlich erwähnt und der Wasserreichtum des durch das Tal fließenden Idarbachs war die Grundlage für die Entwicklung zum „Dorf der Edelsteinschleifer“. Noch heute wird das gewerbliche Leben Kirschweilers von Betrieben des Edelsteinschleifer- und Goldschmiedehandwerkes geprägt. Wahrzeichen sind der Edelsteinbrunnen in der Mitte des Dorfes und der Kristallbrunnen an der Hans-Becker-Halle.
An der Peripherie von Kirschweiler befindet sich ein Seniorenheim unter Trägerschaft der Elisabeth-Stiftung mit 63 Pflegeplätzen und 6 Plätzen für betreutes Wohnen.

## Persönlichkeiten
- Rudolf Opitz (1890–1940), Lehrer, Paläontologe und Schriftsteller, war Lehrer in Kirschweiler